# Ворнер-Робінс
Ворнер-Робінс (англ. Warner Robins) — місто (англ. city) в США, в округах Х'юстон і Піч штату Джорджія. Населення — 80 308 осіб (2020).

## Географія
Ворнер-Робінс розташований у центральній частині штату Джорджія, приблизно в 10 милях на південь від Мейкону, має координати 32°35′50″ пн. ш. 83°39′14″ зх. д. / 32.59722° пн. ш. 83.65389° зх. д. (32.597096, -83.653936). За даними Бюро перепису населення США в 2010 році місто мало площу 91,57 км², з яких 90,83 км² — суходіл та 0,75 км² — водойми.

### Клімат
| Клімат : Ворнер-Робінс                                     | Клімат : Ворнер-Робінс | Клімат : Ворнер-Робінс | Клімат : Ворнер-Робінс | Клімат : Ворнер-Робінс | Клімат : Ворнер-Робінс | Клімат : Ворнер-Робінс | Клімат : Ворнер-Робінс | Клімат : Ворнер-Робінс | Клімат : Ворнер-Робінс | Клімат : Ворнер-Робінс | Клімат : Ворнер-Робінс | Клімат : Ворнер-Робінс | Клімат : Ворнер-Робінс |
| Показник                                                   | Січ.                   | Лют.                   | Бер.                   | Квіт.                  | Трав.                  | Черв.                  | Лип.                   | Серп.                  | Вер.                   | Жовт.                  | Лист.                  | Груд.                  | Рік                    |
| Абсолютний максимум, °C                                    | 28,9                   | 29,4                   | 32,2                   | 35,6                   | 37,2                   | 41,1                   | 42,2                   | 40,6                   | 38,9                   | 37,8                   | 31,1                   | 27,8                   | 42,2                   |
| Середній максимум, °C                                      | 14,4                   | 16,7                   | 21,1                   | 25,0                   | 29,4                   | 32,2                   | 33,3                   | 32,8                   | 30,0                   | 25,0                   | 20,6                   | 15,6                   | 24,7                   |
| Середній мінімум, °C                                       | 1,7                    | 3,3                    | 6,7                    | 10,0                   | 15,0                   | 20,0                   | 21,7                   | 21,1                   | 17,8                   | 11,7                   | 6,1                    | 2,2                    | 11,5                   |
| Абсолютний мінімум, °C                                     | −21,1                  | −12,8                  | −10                    | −2,2                   | 4,4                    | 7,8                    | 12,2                   | 12,8                   | 1,7                    | −3,3                   | −12,2                  | −15                    | −21,1                  |
| Норма опадів, мм                                           | 107                    | 114                    | 117                    | 76                     | 69                     | 104                    | 127                    | 104                    | 91                     | 71                     | 84                     | 102                    | 1166                   |
| ---------------------------------------------------------- | ---------------------- | ---------------------- | ---------------------- | ---------------------- | ---------------------- | ---------------------- | ---------------------- | ---------------------- | ---------------------- | ---------------------- | ---------------------- | ---------------------- | ---------------------- |
| Джерело: City-data.com, the Weather Channel (records only) |                        |                        |                        |                        |                        |                        |                        |                        |                        |                        |                        |                        |                        |

## Демографія
Згідно з переписом 2010 року, у місті мешкало 66 588 осіб у 26 136 домогосподарствах у складі 17 309 родин, що робить його 11-им за населенням містом штату. Густота населення становила 727 осіб/км².  Було 29084 помешкання (318/км²).
Расовий склад населення:
| - 53,2 % — білих - 37,1 % — чорних або афроамериканців - 2,6 % — азіатів - 0,4 % — корінних американців - 0,2 % — вихідців з тихоокеанських островів - 3,3 % — осіб інших рас |

До двох чи більше рас належало 3,2 %. Частка іспаномовних становила 7,6 % від усіх жителів.
За віковим діапазоном населення розподілялося таким чином: 28,0 % — особи молодші 18 років, 62,7 % — особи у віці 18—64 років, 9,3 % — особи у віці 65 років та старші. Медіана віку мешканця становила 31,2 року. На 100 осіб жіночої статі у місті припадало 91,7 чоловіків;  на 100 жінок у віці від 18 років та старших — 87,0 чоловіків також старших 18 років.
Середній дохід на одне домашнє господарство  становив 52 946 доларів США (медіана — 42 795), а середній дохід на одну сім'ю — 60 578 доларів (медіана — 51 433). Медіана доходів становила 41 863 долари для чоловіків та 31 737 доларів для жінок. За межею бідності перебувало 23,1 % осіб, у тому числі 34,3 % дітей у віці до 18 років та 12,8 % осіб у віці 65 років та старших.
Цивільне працевлаштоване населення становило 30 760 осіб. Основні галузі зайнятості: освіта, охорона здоров'я та соціальна допомога — 20,1 %, публічна адміністрація — 18,5 %, роздрібна торгівля — 10,7 %, мистецтво, розваги та відпочинок — 9,7 %.

## Відомі уродженці
- Боббі Ікес — американська актриса, кантрі-співачка та телеведуча